# Eddy Reyniers
Eddy Reyniers (* 30. Dezember 1946 in Hemiksem; † 15. September 2023 in Schelle) war ein belgischer Radrennfahrer und nationaler Meister im Radsport.

## Sportliche Laufbahn
Reyniers war im Straßenradsport und im Bahnradsport aktiv. 1965 siegte er mit Harry Michiels, Willy Simons und Camiel Verschaeren in der nationalen Meisterschaft in der Mannschaftsverfolgung. 1969 wurde er Meister im Dernyrennen und Dritter der Meisterschaft im Zweier-Mannschaftsfahren bei den Amateuren. 1966 wurde er hinter Bernd Knispel Zweiter im Tribüne Bergpreis in der DDR.
1969 startete er als Berufsfahrer im Radsportteam Dr. Mann-Grundig und blieb bis 1974 als Radprofi aktiv. Seine beste Platzierung als Profi war der 4. Platz im Eintagesrennen Omloop Mandel.
Reyniers bestritt alle Grand Tours.

## Grand-Tour-Platzierungen
| Grand Tour            | 1970 | 1971 | 1972 | 1973 | 1974 |
| --------------------- | ---- | ---- | ---- | ---- | ---- |
| Vuelta a EspañaVuelta | –    | –    | –    | –    | DNF  |
| Giro d’ItaliaGiro     | –    | 74   | –    | –    | –    |
| Tour de FranceTour    | 65   | –    | –    | –    | –    |